# Tarzan Boy: The World of Baltimora
Tarzan Boy: The World of Baltimora è l'unico album di raccolta del gruppo musicale italiano Baltimora, pubblicato il 26 novembre 2010.

## Tracce
1. Tarzan Boy (single version) – 3:50
2. Woody Boogie – 5:50
3. Juke Box Boy (Maxi) – 5:53
4. Key Key Karimba – 6:02
5. Living in the Background – 6:06
6. Global Love (featuring Linda Wesley) – 4:40
7. Running for Your Love – 5:50
8. Call Me in the Heart of the Night – 4:55
9. Chinese Restaurant – 5:14
10. Set Me Free – 4:45
11. Pull the Wires – 4:46
12. Come On Strike – 4:47
13. Jimmy's Guitar – 3:57
14. Survivor in Love – 5:02
15. Tarzan Boy (Summer Version) – 6:45

### Edizione iTunes
1. Tarzan Boy (12" Maxi B-side) – 5:11